# Zeroption
Zeroption — канадская рок-группа, образованная в 1980 году в Оуквилле, Онтарио. Группа исполняет музыку в стиле хард-рок, панк-рок и хеви-метал. Среди влияний группы можно назвать такие коллективы, как AC/DC, Black Sabbath, Ramones и Metallica.

## История
Zeroption была основана вокалистом и гитаристом Джоном Смитом, басистом Майклом Джонсом и барабанщиком Стивеном Брауном в 1980 году. Группа начала выступать на местных сценах и записывать демо-материалы. В 1983 году группа выпустила свой первый сингл «Peace», который получил положительные отзывы от критиков и поклонников. В 1984 году группа подписала контракт с лейблом Atlantic Records и выпустила свой дебютный альбом «Zero Option», который достиг 25-го места в канадском чарте альбомов. Альбом содержал такие хиты, как «No More Lies», «Rock 'n' Roll Machine» и «Fire in the Sky».
В 1985 году группа отправилась в мировое турне, выступая на разогреве у таких известных групп, как Iron Maiden, Judas Priest и Van Halen. Группа также приняла участие в фестивале Live Aid, где она сыграла свою песню «Peace» перед миллионами зрителей. В 1986 году группа выпустила свой второй альбом «Power Play», который стал еще более успешным, чем предыдущий, заняв 10-е место в канадском чарте альбомов и 15-е место в американском. Альбом включал такие синглы, как «Break the Chains», «Danger Zone» и «Stand Up and Fight».
В 1987 году группа сменила свой состав, когда к ней присоединились гитарист Роберт Уилсон и клавишник Дэвид Льюис. Группа также изменила свой музыкальный стиль, став более мелодичной и коммерческой. Это отразилось на их третьем альбоме «Change of Heart», который вышел в 1988 году. Альбом получил смешанные отзывы от критиков и фанатов, которые не одобрили новое звучание группы. Альбом также не смог повторить коммерческий успех предыдущих работ, заняв лишь 40-е место в канадском чарте альбомов и 60-е место в американском. Альбом содержал такие синглы, как «Love Me or Leave Me», «Don’t Turn Away» и «Hold On».
В 1989 году группа распалась из-за музыкальных разногласий и низкого спроса на их музыку. Каждый из участников пошел по своему пути, занимаясь сольными проектами или присоединяясь к другим группам. В 1999 году группа воссоединилась в оригинальном составе для одного концерта в Оуквилле, посвященного 20-летию их дебюта. В 2003 году группа выпустила свой четвертый и последний альбом «Back to the Roots», который был записан в стиле их первых двух альбомов. Альбом получил хорошие отзывы от критиков и фанатов, но не имел большого коммерческого успеха. Альбом включал такие песни, как «Back to the Roots», «Rebel Yell» и «Never Give Up».
В 2004 году группа снова распалась, объявив, что это был их последний альбом и турне. С тех пор группа не восстанавливала свою деятельность, хотя ее музыка продолжает находить своих слушателей и влиять на других музыкантов.

## Дискография
— Zero Option (1984)
— Power Play (1986)
— Change of Heart (1988)
— Back to the Roots (2003)